# Browns Canyon National Monument
Le Browns Canyon National Monument est un monument national américain désigné comme tel par le président des États-Unis Barack Obama le 19 février 2015. Il protège 8 736 ha dans le comté de Chaffee, au Colorado.

## Description
Browns Canyon est la destination la plus populaire pour le rafting en eau vive dans le pays et est également connue pour sa pêche et ses randonnées. Le monument protégera l'habitat du mouflon d'Amérique, du faucon pèlerin, du wapiti et de l'aigle royal. 

## Galerie

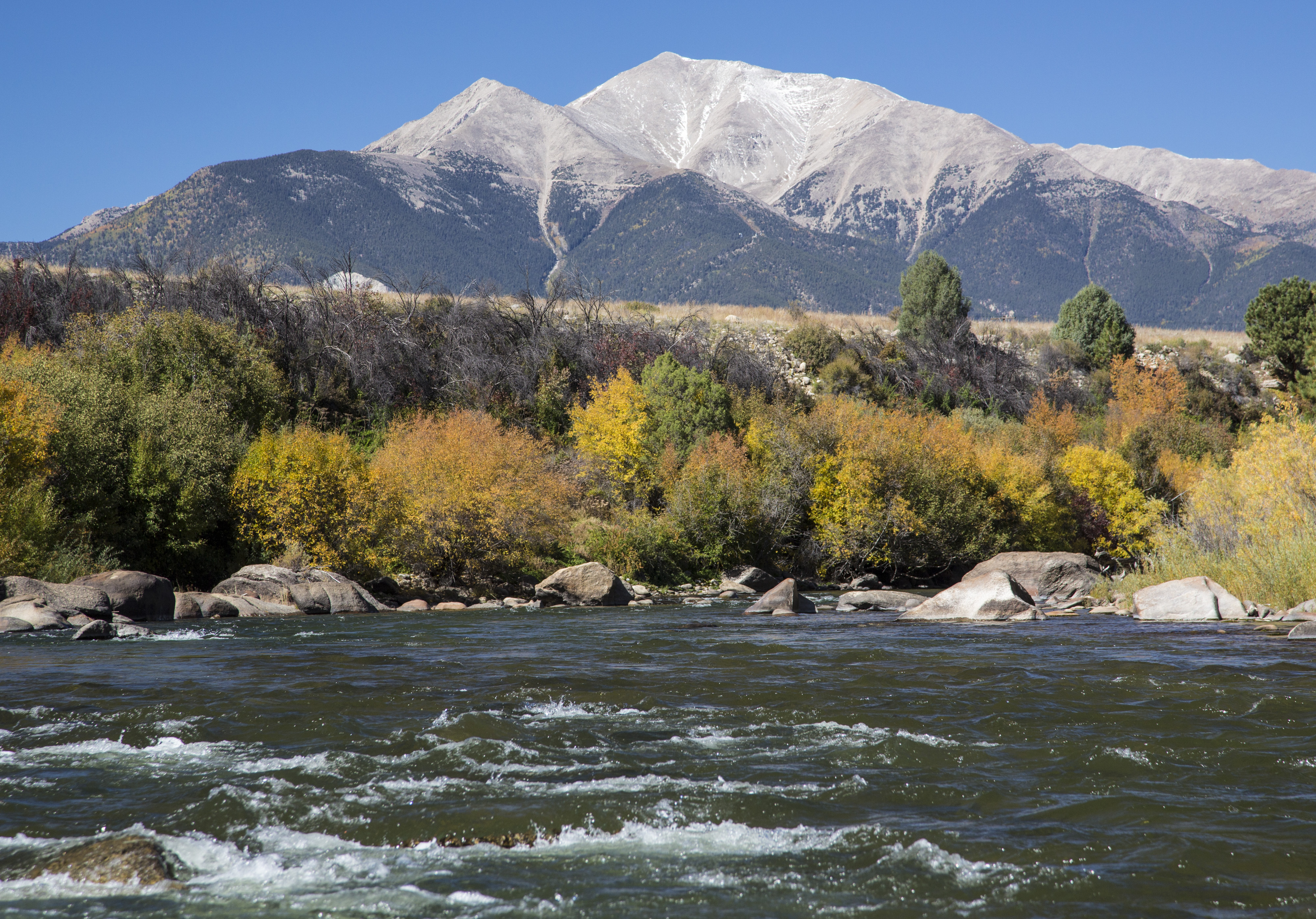
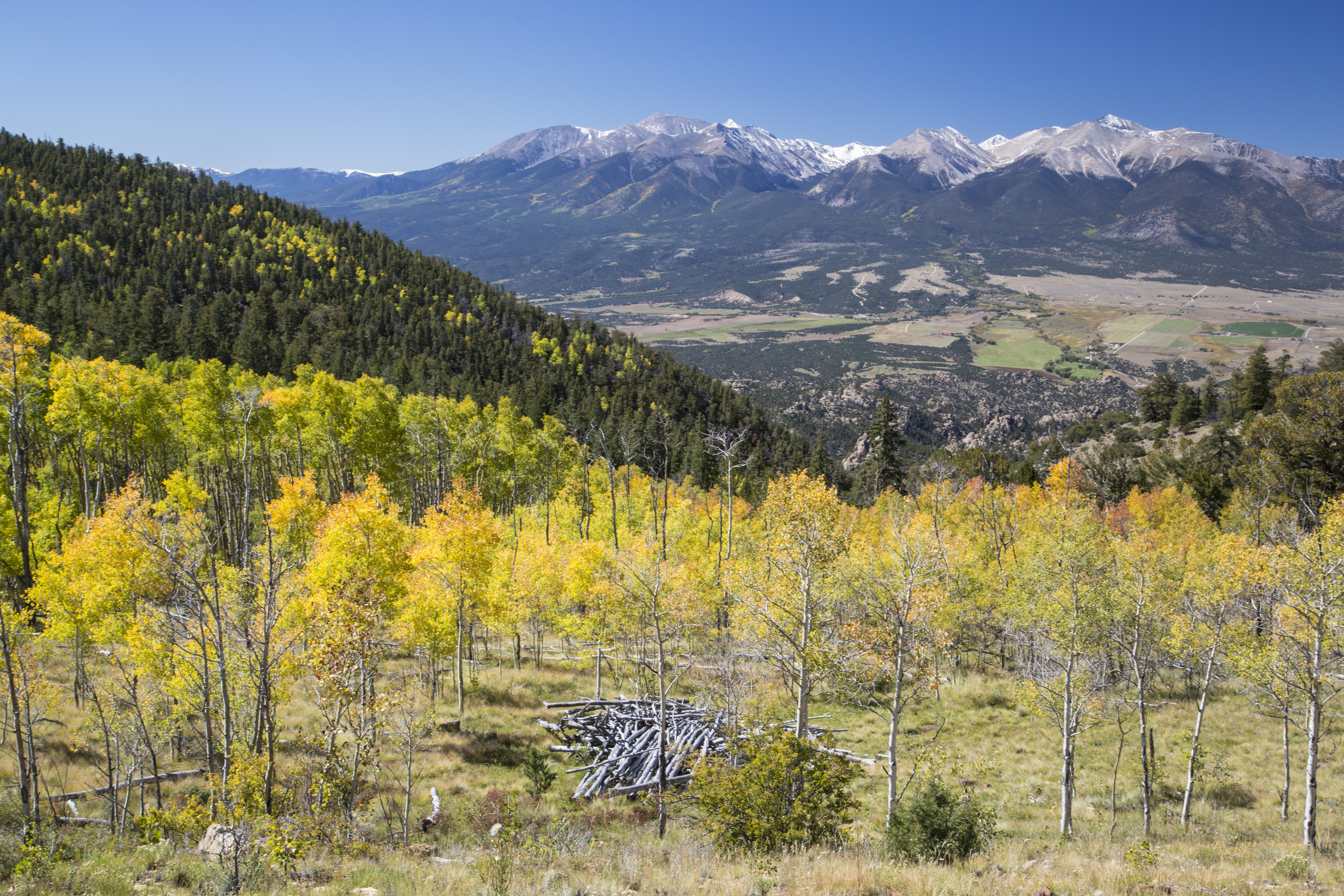
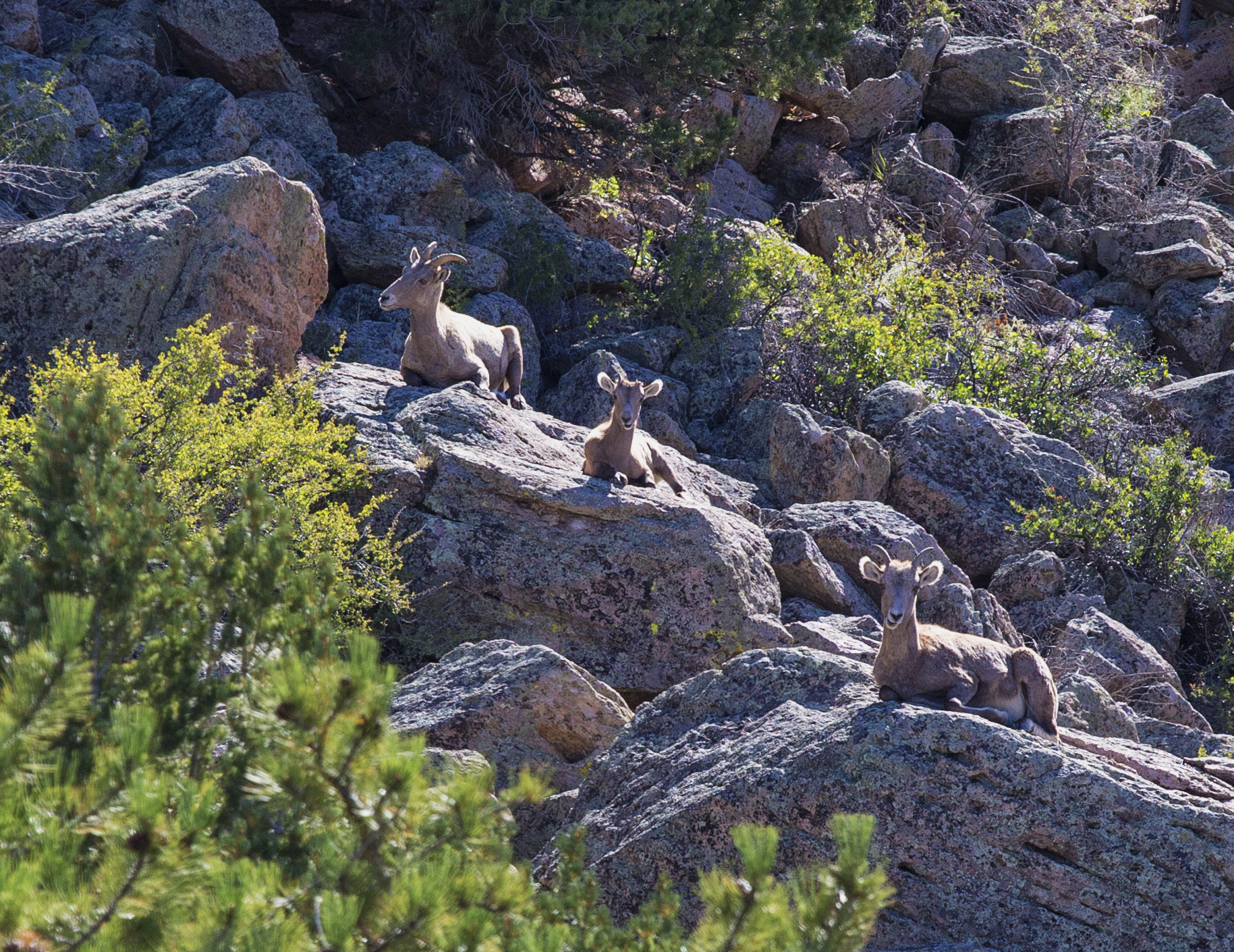
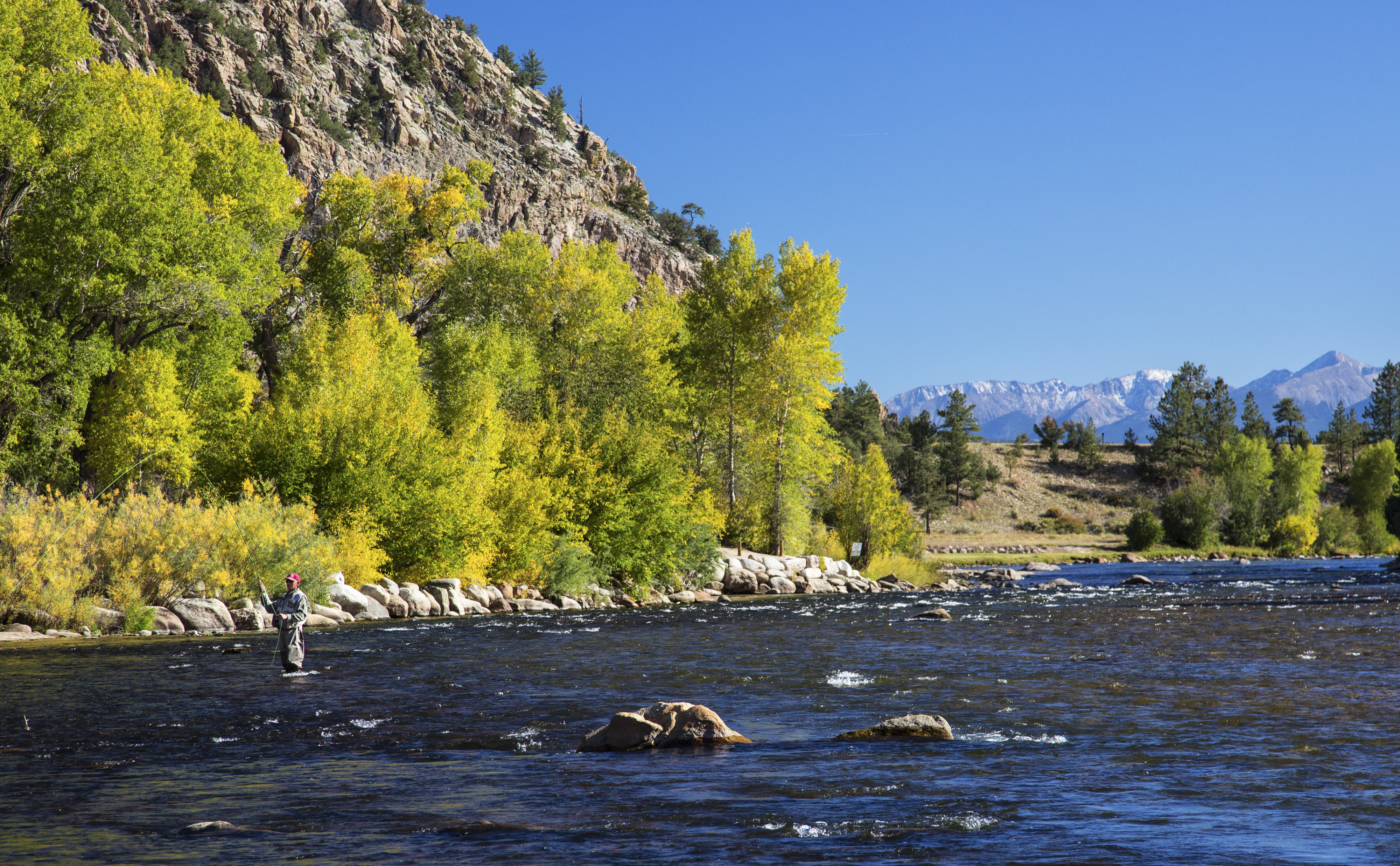
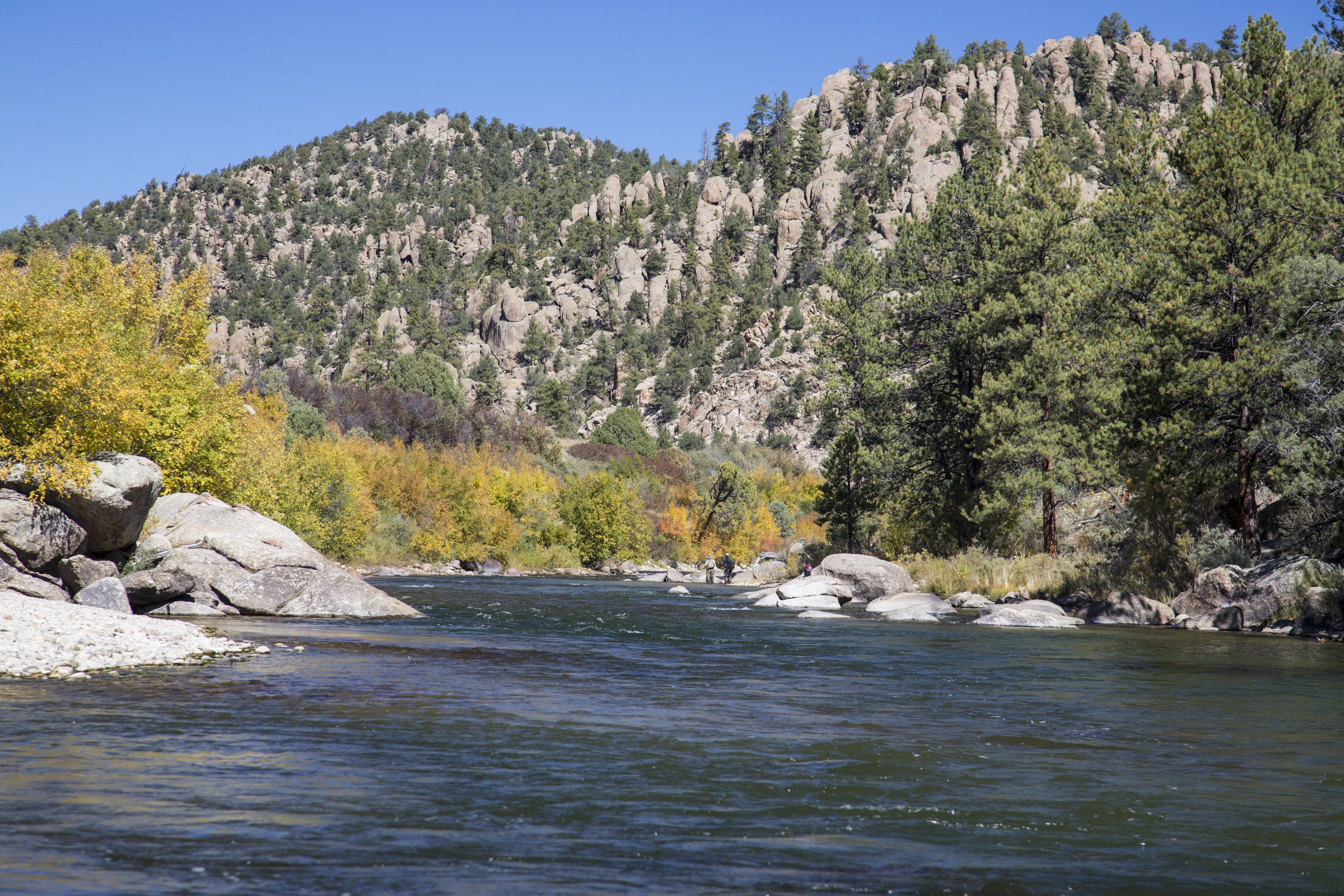
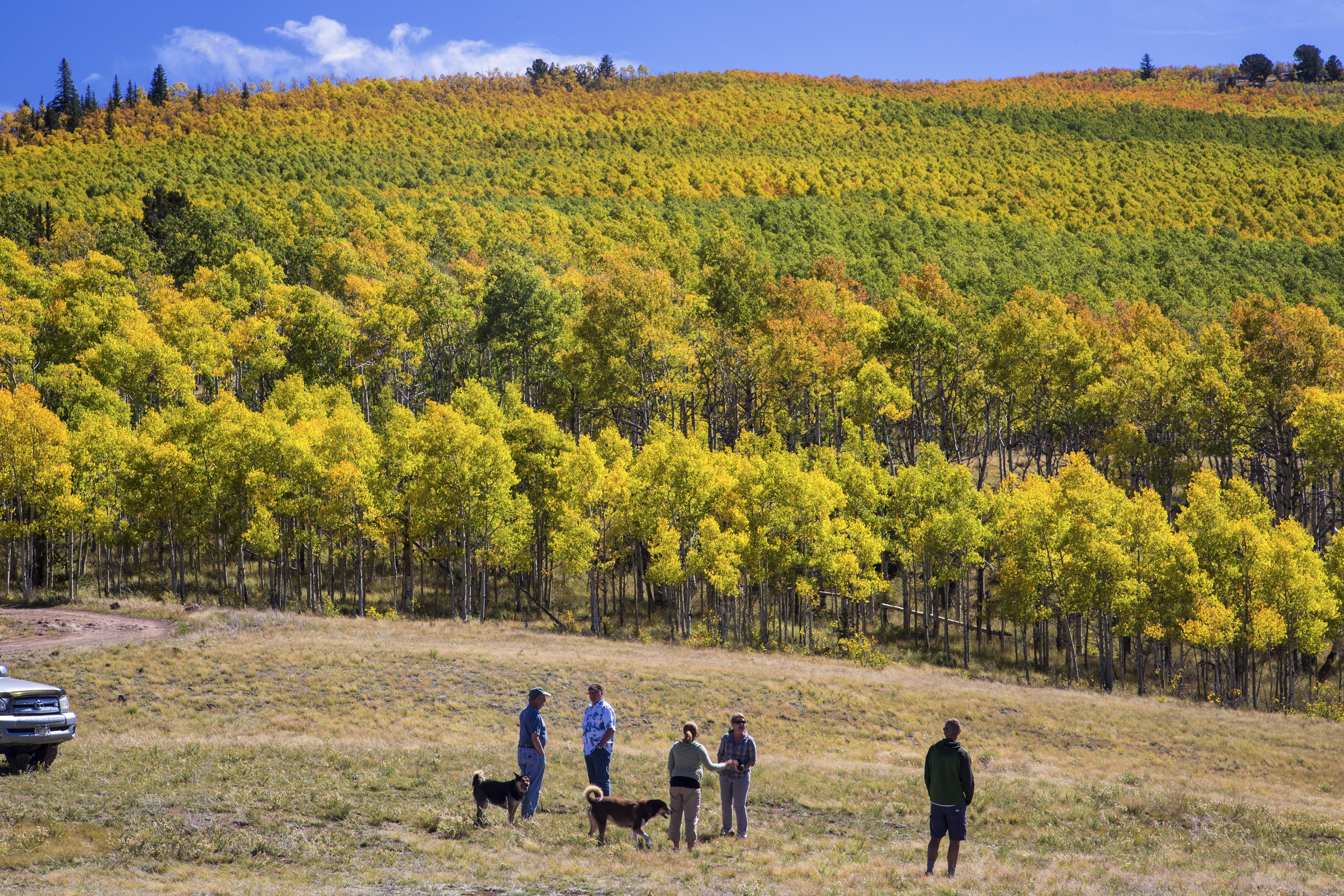
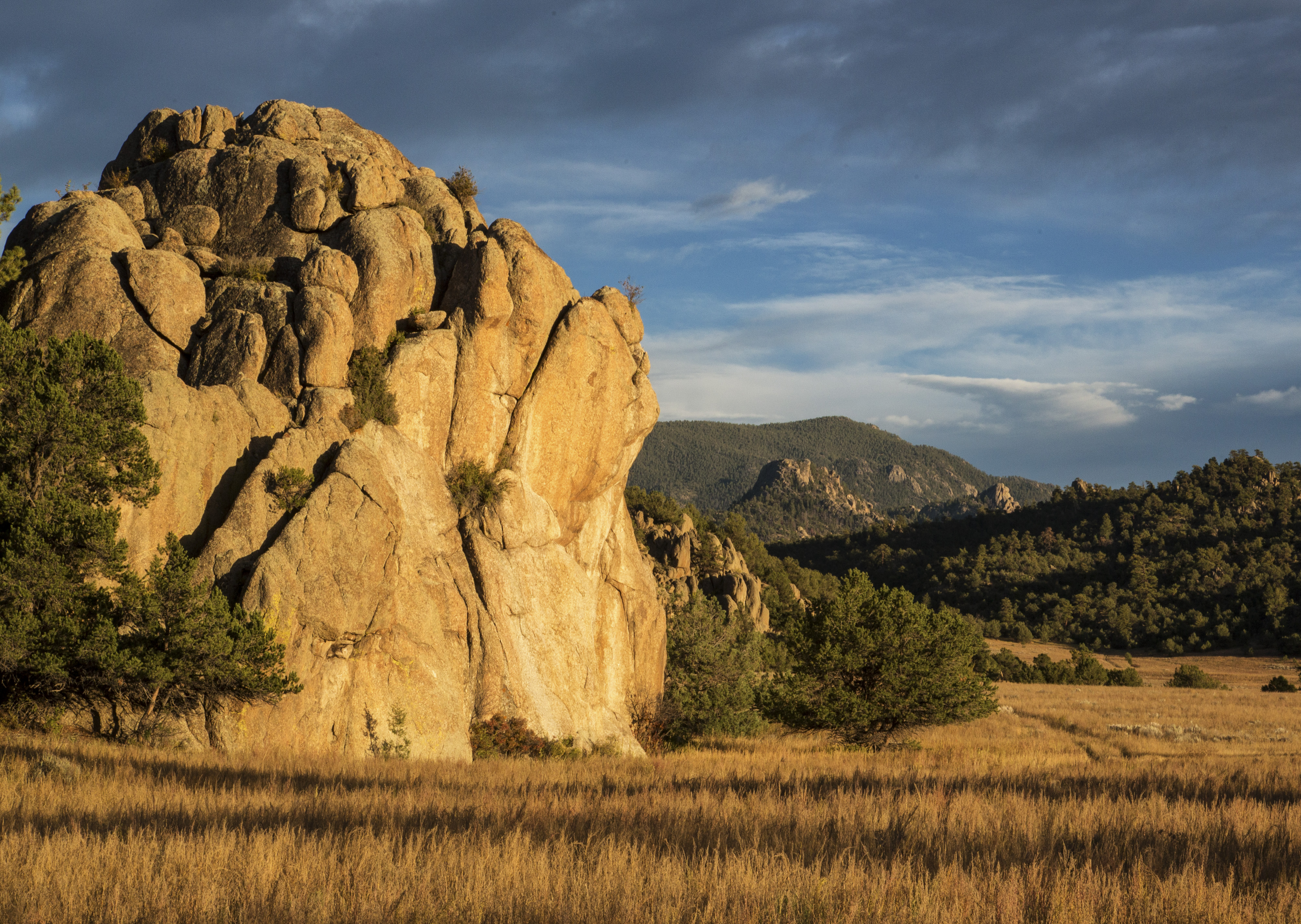
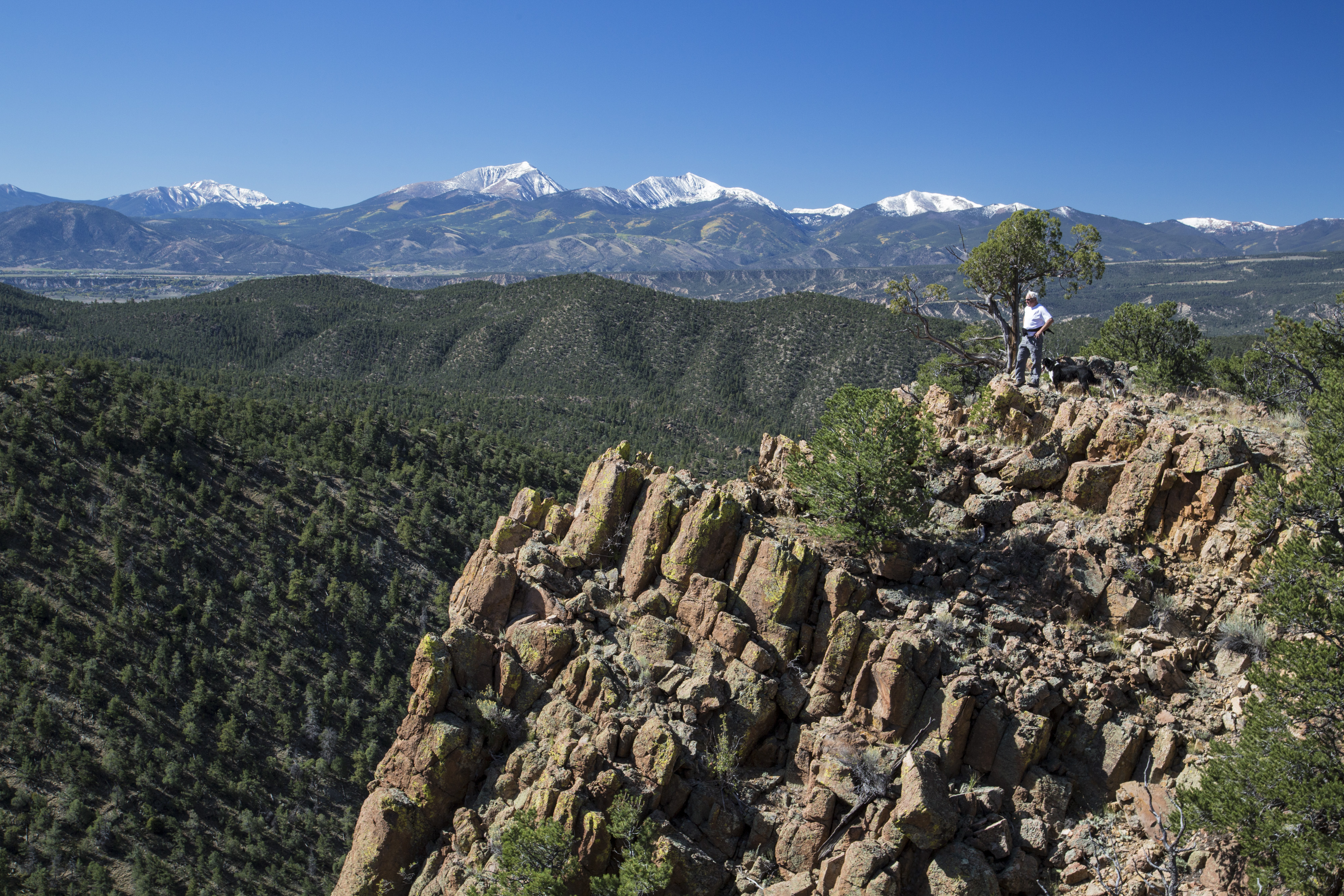
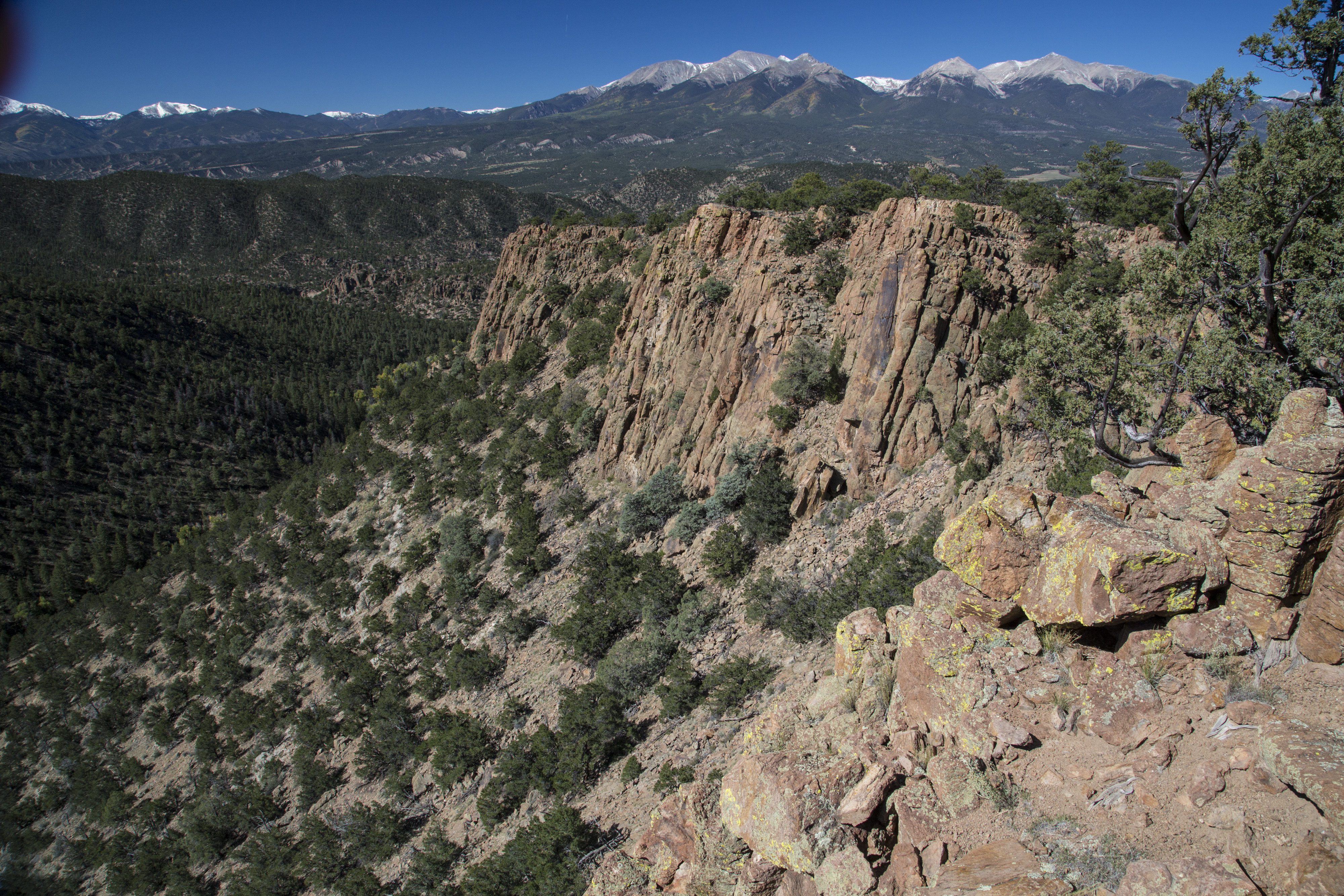
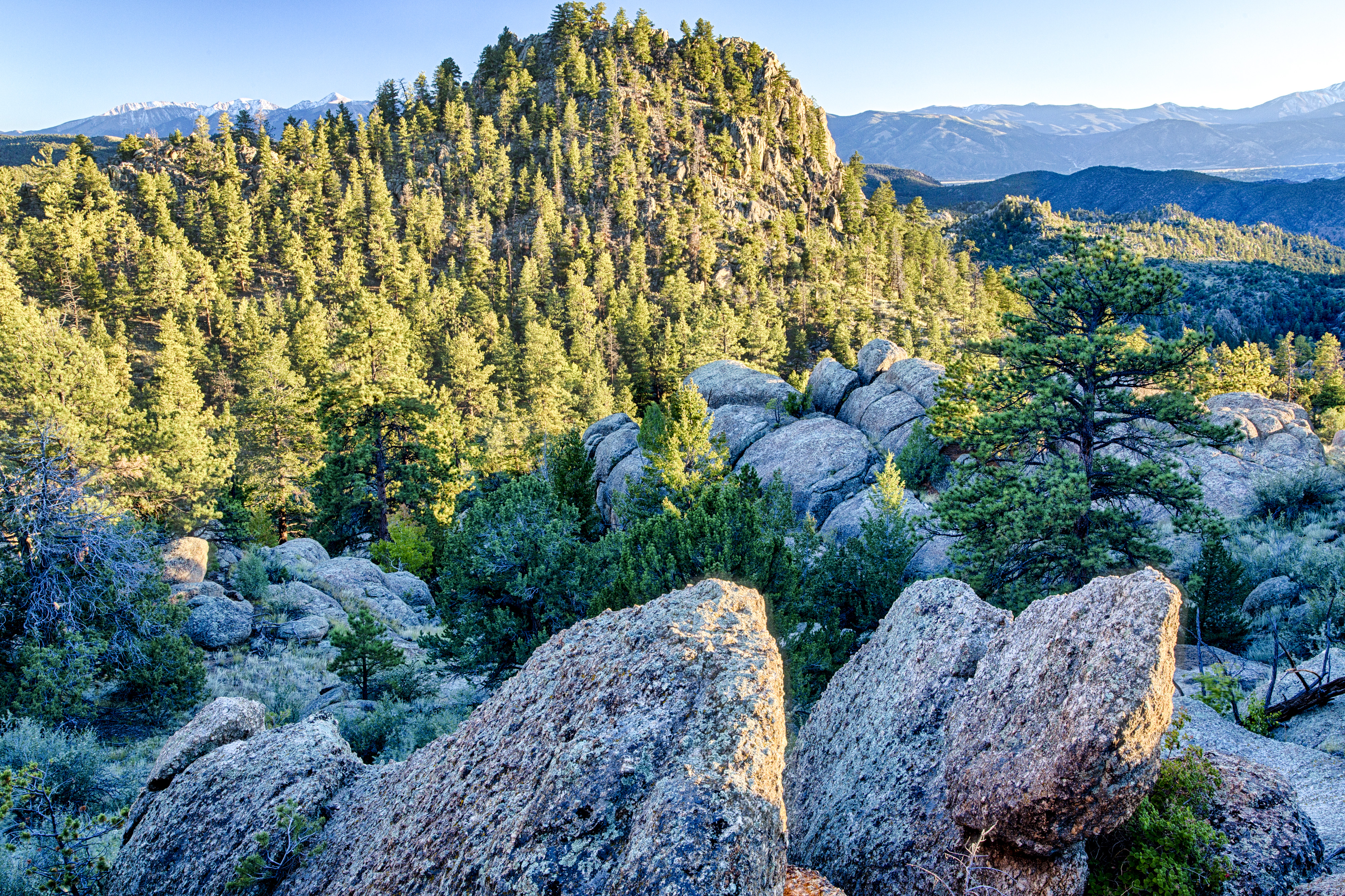